# Église Saint-Eugène de Formentin
L'église Saint-Eugène est une église catholique située à Formentin, en France.

## Localisation
L'église est située dans le département français du Calvados, sur l'ancienne commune de Saint-Eugène, réunie à Formentin en 1868.

## Historique
L'édifice est classé au titre des monuments historiques en 1977.

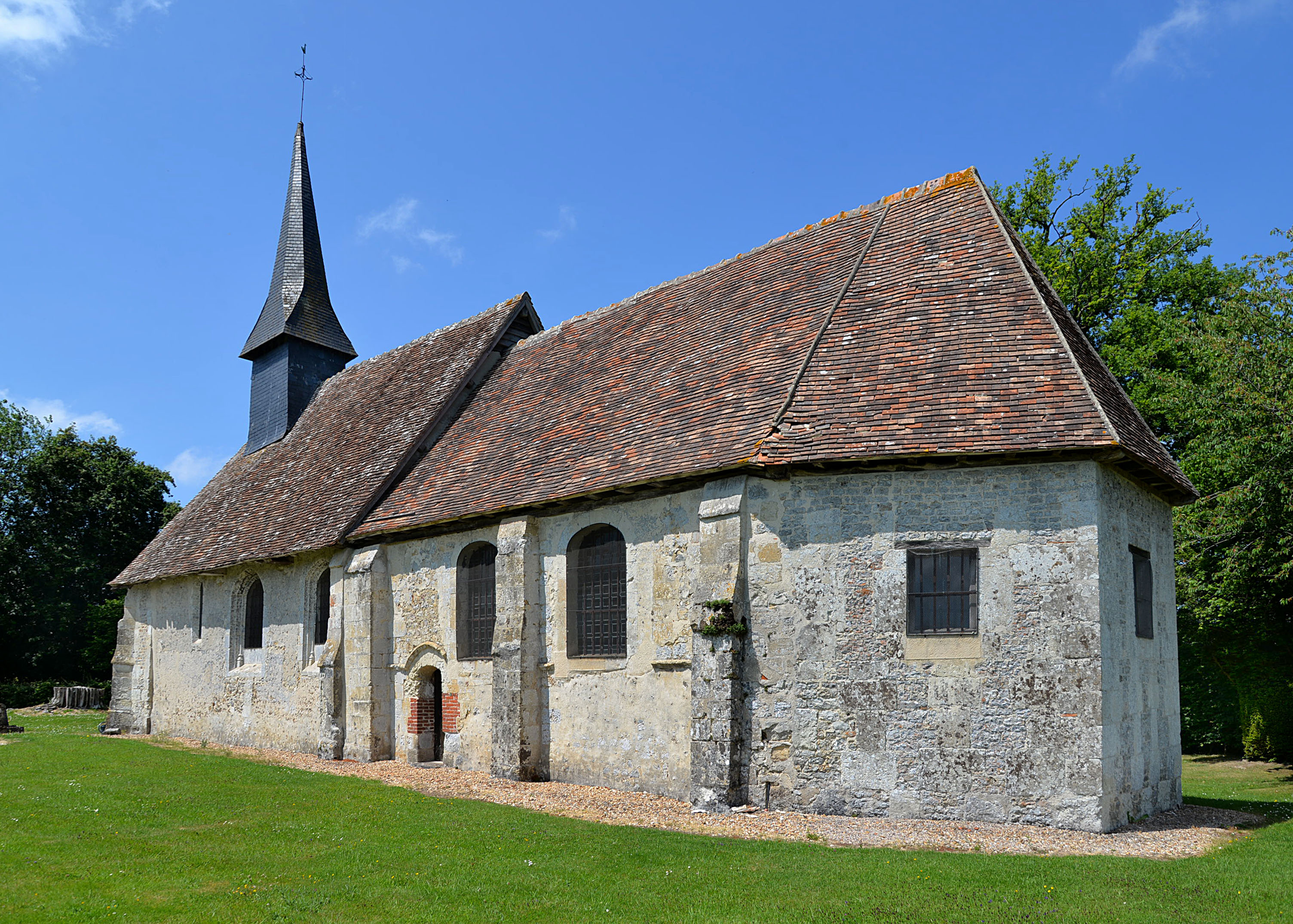
L'église Saint-Eugène. Vue sud-est.
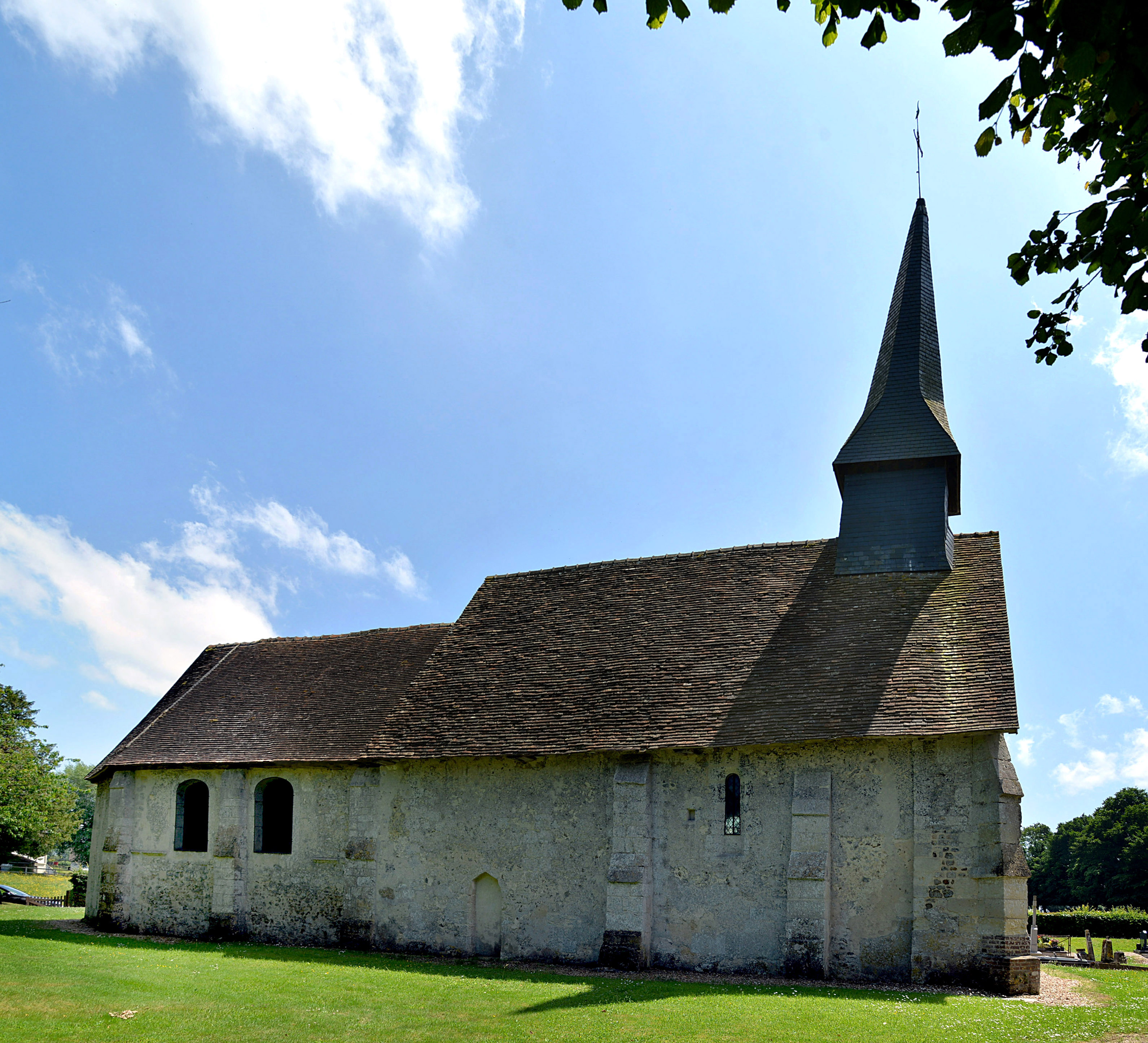
L'église Saint-Eugène. Vue nord.